# 鲁埠河
鲁埠河，位于中国山东省平邑县北部，是祊河左岸支流，发源于武台镇太平顶，自北向南流经武台镇、保太镇，于管家庄南入祊河。全长28.5公里，流域面积127平方公里。